# Turó de Puig Estela
El Turó de Puig Estela és una muntanya de 641 metres que es troba al municipi d'Amer, a la comarca de la Selva.